# Jason Brown (actor)
Jason Brown (30 de marzo de 1982) es un actor pornográfico estadounidense.

## Filmografía
• Nyomi Banxxx Is Hardcore (2010)
• Black & White Vol. 10 (2017)
• Big Meat for Valentina So Sweet (2017)
• Nina's Insatiable Craving for Monster Cock (2017)
• My First Interracial 11 (2018)
• Black and White Vol. 11 (2018)
• Interracial Icon Vol. 7 (2018)